# Gábor Pölöskei
Gábor Pölöskei (Mosonmagyaróvár, 11 de outubro de 1960) é um ex-futebolista profissional húngaro que atuava como atacante.

## Carreira
Gábor Pölöskei fez parte do elenco da Seleção Húngara de Futebol, da Copa de 1982.